# Bythiospeum tschapecki
Bythiospeum tschapecki é uma espécie de gastrópode  da família Hydrobiidae.
É endémica de Austria.